# Roberto Saporiti
Roberto Marcos Saporiti Carrillo (ur. 16 kwietnia 1939 w Buenos Aires) – argentyński piłkarz występujący na pozycji napastnika, trener piłkarski.

## Kariera klubowa
Saporiti urodził się i wychowywał w stołecznym mieście Buenos Aires wraz z rodzicami i trzema braćmi. Jako dziecko pracował w aptece, a następnie w fabryce obuwia. Początkowo chciał studiować prawo i dopiero w wieku osiemnastu lat, za namową przyjaciela, udał się na testy do klubu piłkarskiego CA Independiente. Po kilku miesiącach gry w rezerwach został włączony do składu seniorów przez trenera Adolfo Pedernerę i w argentyńskiej Primera División zadebiutował 15 sierpnia 1957 w zremisowanym 0:0 spotkaniu z Argentinos Juniors. W sezonie 1960 zdobył z Independiente tytuł mistrza Argentyny. W 1961 roku odszedł do drugoligowego Club Atlético Lanús, gdzie spędził kolejne kilkanaście miesięcy, po czym zasilił inną drużynę występującą w tej samej klasie rozgrywkowej, Deportivo Español. W 1965 roku wyjechał do Urugwaju, podpisując umowę ze stołeczną ekipą Racing Club de Montevideo, której barwy również reprezentował bez większych sukcesów.
W 1966 roku Saporiti został piłkarzem kolumbijskiego klubu Independiente Medellín, a po upływie kilku miesięcy podpisał umowę z inną drużyną z tego samego kraju, Millonarios FC ze stołecznej Bogoty. W późniejszym czasie grał również w Chile i Meksyku, odpowiednio w Santiago Morning i CF Monterrey. W 1968 roku reprezentował barwy brazylijskiego klubu Atlético Mineiro z miasta Belo Horizonte, z którym zdołał zająć drugie miejsce w rozgrywkach ligi stanowej, Campeonato Mineiro. Po upływie pół roku wyjechał do Europy, gdzie został graczem portugalskiego CF Os Belenenses ze stołecznej Lizbony. Tam występował przez dwa lata, również nie odnosząc żadnego osiągnięcia. W 1970 roku powrócił do Racingu de Montevideo, za to w 1971 roku, po sześciu latach występów za granicą, powrócił do ojczyzny, podpiusjąc umowę ze stołecznym Club Atlético Platense, z którym w tym samym sezonie spadł do drugiej ligi. W 1971 roku ponownie wyjechał do Europy, tym razem do Francji, gdzie podpisał umowę z drugoligowym Limoges FC. Profesjonalną karierę piłkarską zakończył w wieku 34 lat, grając w barwach KSV Oudenaarde w trzeciej lidze belgijskiej.

## Kariera trenerska
Po zakończeniu kariery piłkarskiej Saporiti rozpoczął pracę jako trener, początkowo pełniąc rolę asystenta selekcjonera Césara Luisa Menottiego w reprezentacji Argentyny. Samodzielną pracę szkoleniową zapoczątkował w stołecznej ekipie Chacarita Juniors, a później szkolił również Talleres de Córdoba, z którym w jesiennym sezonie Nacional 1977 wywalczył tytuł wicemistrza kraju. W 1980 roku przez krótki okres trenował Rosario Central, który niedługo po jego odejściu został mistrzem Argentyny, a w późniejszym czasie objął drużynę Loma Negra z siedzibą w mieście Olavarría. Tam odniósł największy sukces w dziejach zespołu, awansując do najwyższej klasy rozgrywkowej. W 1984 roku był trenerem stołecznego Argentinos Juniors, z którym w sezonie Metropolitano wywalczył pierwsze w historii klubu mistrzostwo Argentyny. Jego kolejnym klubem był kolumbijski Atlético Junior z miasta Barranquilla, w którym pracował przez kilka miesięcy bez większych sukcesów.
W 1987 roku Saporiti powrócił do Argentyny, gdzie podpisał umowę z jednym z najbardziej utytułowanych i najpopularniejszych zespołów kontynentu, Club Atlético Boca Juniors, jako kontynuator myśli szkoleniowej poprzedniego trenera, Césara Luisa Menottiego. Został zwolniony i zastąpiony przez Juana Carlosa Lorenzo po zaledwie pięciu kolejkach sezonu 1987/1988, notując bilans zwycięstwa, remisu i trzech porażek, w tym wyjazdowej przegranej 0:6 z Racing Club. Później bez większych sukcesów był opiekunem Talleres de Córdoba i stołecznego San Lorenzo de Almagro. W 1991 roku wyjechał do Meksyku, podpisując umowę z Club Necaxa z miasta Meksyk, którego szkoleniowcem pozostawał przez kolejne trzy sezony, po czym odszedł do innego zespołu z tego kraju, Club León, z którym również nie zdobył żadnego trofeum.
W 1995 roku Saporiti już po raz trzeci w karierze objął Talleres de Córdoba, gdzie spędził parę miesięcy, po czym odszedł do klubu Argentinos Juniors, który również miał okazję prowadzić kilka lat wcześniej. W lutym 1998 powrócił do Meksyku, zostając trenerem Club Celaya, który szkolił zaledwie kilka tygodni, po czym objął stołeczną ekipę Pumas UNAM. Tam utrzymał się na stanowisku dłużej, jednak nie odniósł z nim żadnych sukcesów, podobnie jak w kolejnych meksykańskich klubach, które trenował; Tecos UAG z Guadalajary, Atlante FC z miasta Meksyk i Tiburones Rojos de Veracruz. Później podpisał umowę z Olimpo de Bahía Blanca, który uratował przed spadkiem do drugiej ligi argentyńskiej w sezonie 2003/2004, po czym został trenerem meksykańskiego Puebla FC, z którym podczas rozgrywek 2004/2005 zanotował relegację do Primera División A. Później bez osiągnięć prowadził jeszcze kilka drużyn argentyńskich; drugoligowy już Talleres de Córdoba, Olimpo de Bahía Blanca, gdzie przyczynił się do spadku z pierwszej ligi w rozgrywkach 2007/2008, a także Defensa y Justicia z zaplecza najwyższej klasy rozgrywkowej. W 2009 roku, już po raz piąty, na krótko został szkoleniowcem Talleres z drugiej ligi.
Od 1968 roku żonaty z Lilianą Latronico, mają dwie córki, Lorenę i Vanessę. Przyjaźni się z Jorge Trezeguetem i jest ojcem chrzestnym jego syna, francuskiego piłkarza Davida Trezegueta.